# أروناس ماتليس
أروناس ماتليس (بالليتوانية : {Arūnas Matelis} 9 أبريل 1961 ، كاوناس ) هو مخرج أفلام وثائقية ليتوانية . ويعد من أهم مخرجين الأفلام الوثائقيين وترشح لعدة جوائز عالمية .

## وصلات خارجية
أروناس ماتليس على قاعدة بيانات الأفلام على الإنترنت